# Primula bergenioides
Primula bergenioides är en viveväxtart som beskrevs av C.M.Hu och Y.Y.Geng. Primula bergenioides ingår i släktet vivor, och familjen viveväxter. Inga underarter finns listade i Catalogue of Life.